# Безистан (Београд)
Безистан је наткривени пролаз са малим тргом и радњама који повезује два централна београдска трга, Теразије и Трг Николе Пашића. Некада се на овом месту налазио Хотел Париз, укључујући и његову велику унутрашњу башту. Саграђен 1870. године, хотел је срушен 1948. године приликом велике реконструкције Теразија, после чега је направљен пролаз. Назван "пупком Београда" од стране архитеката, Безистан је стављен под претходну заштиту државе као потенцијални културни споменик. Сам пролаз је и део шире заштићене просторне културно-историјске целине Теразије.

## Положај
Безистан се налази на територији општине Стари Град. С једне стране, у пролаз се улази из средишњег дела Теразија, између јужног зида хотела Касина и зграде на адреси Теразије 27, у којој се налази Мекдоналдсов ресторан. Са друге стране, пролаз излази на северни део пешачког Трга Николе Пашића. Са те стране пролаз је направљен кроз масиван објекат Дома синдиката, између два крила зграде.

## Историја

### Хотел Париз
Првобитна грађевина на овом месту била је "Ћосина механа", подигнута 1830-их. Власник, Анђелко Алексић Ћоса, у жељи да побољша квалитет понуде свог објекта, почиње 1868. године градњу новог, већег објекта, са првобитном намером да му да име "Гостионица код Париза". Хотел Париз је свечано отворен 1870. године, као један у низу новоотворених хотела на Теразијама. Он сам налазио се између хотела Касина и Таково. Брзо постаје популарно окупљалиште припадника имућнијих класа и странаца. Најпопуларнија је била хотелска кафана, која је била пространа, са великом, издуженом унутрашњом баштом, која је била у дебелом хладу. Са обе стране, башта је била оивичена бочним крилима хотела. Сама зграда није била масивна као други објекти на Теразијама. Фасада је била широка 25 метара, а хотел је имао 30 соба. Међутим, хотел је припадао највишој категорији, што му је омогућило да се рекламира као "Гранд Хотел Париз".
Хотел је постао место окупљања виших чланова Народне радикалне странке. Руски генерал Михаил Черњајев и дубровачки сликар Влахо Буковац били су међу познатим странцима који су одседали у хотелу дуже време. Монденски хотел је био познат по чистоћи, кухињи, игранкама и пријемима. Нови власник, Светозар Боторић, поставио је филмски пројектор у хотелској сали, која је постала први стални београдски биоскоп, "Гранд". Боторић је био филмски пионир у Србији, као и један од првих филмских продуцената. Први српски играни филм, Живот и дела бесмртног вожда Карађорђа, делимично је сниман у хотелу, а затим је у њему и приказиван. Прво спрско комедијашко позориште, "Орфеум", такође се налазило и наступало у хотелу. Боторић је умро у аустро-угарској интернацији током Првог светског рата.
После рата, Боторићева удовица продала је хотел Управи фондова, али је у међуратном периоду објекат променио неколико власника. Током 1930-их зграда је проширена са још једном биоскопском салом. Као центар Београда, Теразије су жестоко бомбардоване у току Другог светског рата. Најпре су разрушене током немачког бомбардовања Београда у априлу 1941. године, а затим и током ускршњег савезничког бомбардовања у априлу 1944. године. Сам хотел је током рата тешко оштећен. Остаци су потпуно срушени 1948. године, током велике реконструкције целих Теразија.

### Безистан
Још у међуратном периоду јавила се идеја о повезивању Теразија и, још увек не потпуно формираног, трга испред Народне скупштине. Изградња Дома синдиката и формирање Трга Маркса и Енгелса (данашњег Трга Николе Пашића), почело је 1947. године, и трајало је до 1957. године.
Када је и дрвеће из некадашњег хотелског дворишта посечено, отворен је простор за изградњу пролаза. Безистан је конструисао архитекта Владета Максимовић 1953. године. Замислио га је као мали, наткривени трг, на коме би се налазиле занатске и трговачке радњице, али и као културни и туристички центар.
По ободима су постављеи редови малих радњи и продавница, укључујући и популарну, минијатурну "бомбоњеру" Соко Штарка. Округли плато, са фонтаном и бронзаном скулптуром у њеном центру, уређен је 1959. године. Аутор споменика, названог "Девојка са шкољком", је вајар Александар Зарин. Мрежасти, бетонски кров, у облику полу-отворене куполе, пројектовао је Максимовић. Због таквог крова, и малих радњи у пролазу, пасаж добија име Безистан, иако никада није функционисао као оријентални безистани у правом смислу те речи. Свеједно, наткривени трг постаје популарни, мирни кутак у самом центру града, са малим кафеима и баштицама.
Временом су додавани мали, монтажни објекти и киосци, углавном као продавнице сувенира и разноразних тричарија. Уместо некадашњег биоскопа "Гранд", отворен је нови биоскоп "Козара", као главни објекат у пролазу. Постао је један од најпопуларнијих и најпосећенијих у граду, јер је био премијерни биоскоп. Испред биоскопа, деценијама су се налазили нелегални продавци разних грицкалица, као и тапкароши. Прва јавна фото кабина у Београду, постављена је у Безистану.
Популарна дискотека "Безистан" отворена је 1980-их. Налазила се у подруму објекта који је крајем те деценије преуређен у ресторан "Мекдоналдс". Разликовао се од других диско клубова јер је био једини званични "плесни клуб" у граду. Када је итало диско постао популаран у Београду, у клубу су организована плесна такмичења са учесницима из целе Југославије. Група Зана имала је овде промоцију, док су чланице групе Аска у клубу вежбале кореографију за наступ на Песми Евровизије 1982 године. Клуб је затворен 1989. године, када је отворен ресторан.
Са економском кризом током 1990-их, многе продавнице су затворене. Пролаз постаје познат по продавницама беџева свих врста, мајица са персонализованом штампом, а пре свега по пиратским музичким и филмским касетама и дисковима, као и дилерима девиза.

### Модерни период
Временом, са једне стране су се издвојиле продавнице слаткиша и сувенира, док су са друге стране пролаза били модерније уређени ресторан, кафић и Рајфајзен банка. На почетку 21. века, Безистан је изгубио функцију коју је имао претходних деценија, и до 2018. године је изгледао само као празан, запушутен пролаз. Фонтана је престала да ради, а 2003. године и биоскоп "Козара". Те године га је купио хрватски тајкун Ивица Тодорић, наводно са планом да га претвори у супермаркет његовог малопродајног бренда у Србији, Идеа. Међутим, простор је изгорео у пожару 25. маја 2012. године. Објекат је од тада променио неколико власника,, а један део је претворен у ноћни клуб.
Реконструкција и ревитализација Безистана је планирана за другу половину 2008. године, међутим од радова су урађени једино реконструкција платоа и фонтане, и то 2011. године,, када је фонтана поново прорадила. Могућа реконструкција најављена је у априлу 2017. године, да би затим уследила серија одлагања: октобар 2017. године, јануар, март и мај 2018. године. Идејно решење из 2018. године укључивало је ново поплочавање и озелењевање пролаза. Планове је израдила фирма "Андзор инжењеринг" из Новог Сада, која је добијала све тендере које је град у тих неколико година расписивао за реконструкцију Безистана.
Међутим, ништа од планираног није урађено, и у мају 2019. године делови бетонске таванице су почели да се одваљују и падају, па је град поново обећао адаптацију Безистана у 2019. години. У Фебруару 2020. године град је потврдио да Безистан неће бити реновиран због власничких проблема са парцелама преко којих пасаж прелази. Иако се круњење таванице наставило у јануару 2021. године, град је најавио да Безистан неће бити реновиран ни у 2021. години, иако је у јануару 2020. године постао део заштићене целине Теразије. У августу 2022. град је изнео идеју да Безистан постане уметничка галерија.
Нови проблем постало је нелегално паркирање. Иако је у питању пешачка зона, са не баш приступачним прилазом за возила, Безистан је практично постао паркинг. Поред тога што сужавају простор, возила ломе и дробе плоче којима су пролаз и прилаз поплочани. Упркос сталним репортажама и снимцима из новина и са друштвених мрежа, комунална милиција је објавила да су грађани поднели "само три" пријаве против непрописно паркираних возила у целој 2022. години, иако то није посао грађана, а комунална милиција патролира свакодневно.

## Карактеристике
Безистан обухвата површину од 13,667 квадратних метара. На спољним странама зграда које окружују пролаз налазе се стари хотел Касина, Позориште на Теразијама, Дом синдиката са великом салом и мултиплекс биоскопом, као и пешачки део Трга Николе Пашића, са фонтаном. Иако је на адреси Теразије 27, где се налази и главни улаз, компанија Мекдоналдс званично свој ресторан зове "Безистан".

### Чавкетов пасаж
Посебан пролаз се рачва од уласка у Безистан са стране Трга Николе Пашића. Пролаз се пружа дуж западног зида биоскопског крила Дома синдиката, повезујући трг и Безистан са Нушићевом улицом. Временом је пролаз постао уметничка галерија на отвореном, са изложбеним паноима на зидовима зграда које га окружују. Посатала је позната под имемом Улична галерија. Из пролаза се улази у стару благајну Дома синдиката, као и у некадашњи популарни клуб "Промоција", сада претворен у џез кантину "Лисабон".
У мају 2012. године, група уметника организовала је изложбу фотографија на којима је представљен рок музичар и антиратни активиста Горан Чавајда Чавке. Аутори су тада предложили да се пролаз назове по Чавкету. Град је прихватио иницијативу у јануару 2013. године, и пролаз је званично назван Чавкетов пасаж.
Реконструкција горњег дела Нушићеве улице најављена је за јесен 2022. године. Том приликом би требало да се уреди и реновира и улаз у Чавкетов пасаж са те стране.